# California Kid
California Kid (Originaltitel: The California Kid) ist ein US-amerikanischer Spielfilm von Richard T. Heffron aus dem Jahr 1974. Die Hauptrollen spielen Martin Sheen, Vic Morrow, Nick Nolte, Michelle Phillips und Gary Morgan.

## Handlung
Im Jahr 1958 macht in Clarksburg, Kalifornien, der Sheriff Roy Childress unerbittlich Jagd auf Temposünder, da dessen Frau und Kinder bei einem Autounfall ums Leben gekommen sind. Zwei Matrosen, die sich beeilen, rechtzeitig zu ihrem Stützpunkt zurückzukehren, werden so bei einer Verfolgungsjagd in den Tod getrieben. Kurz darauf erscheint der Bruder eines der getöteten Matrosen im Ort, Michael McCord, der einen auffälligen Hot Rod fährt und die mysteriösen Todesfälle aufklären will.
Unter anderem vergleicht er die Stoßstangen der Unglückswagen mit der Stoßstange des Polizeiwagens. Als McCord schließlich herausfindet, dass Childress die Matrosen bei einer Verfolgungsjagd in den Tod getrieben hat, fordert er mit seinem Hot Rod den Sheriff zu einem Duell heraus, bei dem dieser tödlich verunglückt.

## Autos
Die im Film gezeigten Autos sind ein 1951er Ford Custom als das Auto, mit dem die Matrosen verunglücken, ein 1934er Ford als das Titelauto, ein 1957er Plymouth Belvedere als Polizeiauto, ferner ein Checker Marathon als Taxi.

## Kritik
Das Lexikon des internationalen Films urteilte, es handle sich um einen „[s]olide inszenierte[n] Fernsehkrimi“, „der auf präzise Spannungsdramaturgie und den nostalgischen Reiz alter Limousinen“ setze.